# Jardin public de Fougères
Le Jardin public de Fougères, situé à Fougères, à l'extrémité sud de la Haute-Ville, est un parc public présentant la particularité de se développer sur trois niveaux en suivant la déclivité d'un terrain reliant la rive gauche du Nançon au coteau Saint-Léonard, et de mêler un jardin à l’anglaise, un jardin à la française et un jardin botanique. 

## Situation
Le jardin public de Fougères longe sur son flanc ouest la rivière du Nançon. Il est bordé au sud par la rue des Vallées et à l'est par la rue de la Porte Saint-Léonard. L'angle nord-est du parc voit se succéder pas moins de trois bâtiments inscrits à l'inventaire supplémentaire des monuments historiques: la Tour du Papegaud, l'église Saint-Léonard et l'hôtel de ville.
Bâti à flanc de coteau, à l'extrémité du promontoire Saint-Léonard, le jardin public de Fougères ménage deux belvédères successifs aménagés en promenades qui permettent la meilleure appréhension du site castral à l'origine de la ville: le rocher de la couarde où se dresse le château, ceinturé de quatre collines entre lesquelles serpente le Nançon, affluent du Couesnon.
L'entrée du parc peut se faire :
- par la place de l'Hôtel-de-ville, à l'est: la grille, au sommet du perron de l'église Saint-Léonard, joint l'édifice religieux à la mairie ;
- par la rue Porte Saint-Léonard, à l'est: il s'agit de l'entrée principale dont la grille est ornée des armoiries de la ville ;
- par la rue des Vallées, après l'intersection avec la rue des Tanneurs: cet accès permet l'ascension du parc par le fougerarium ;
- par la rue des Vallées, à mi-pente, au croisement avec la rue des Quatre Vents: cet accès débouche sur la Place Leroux.

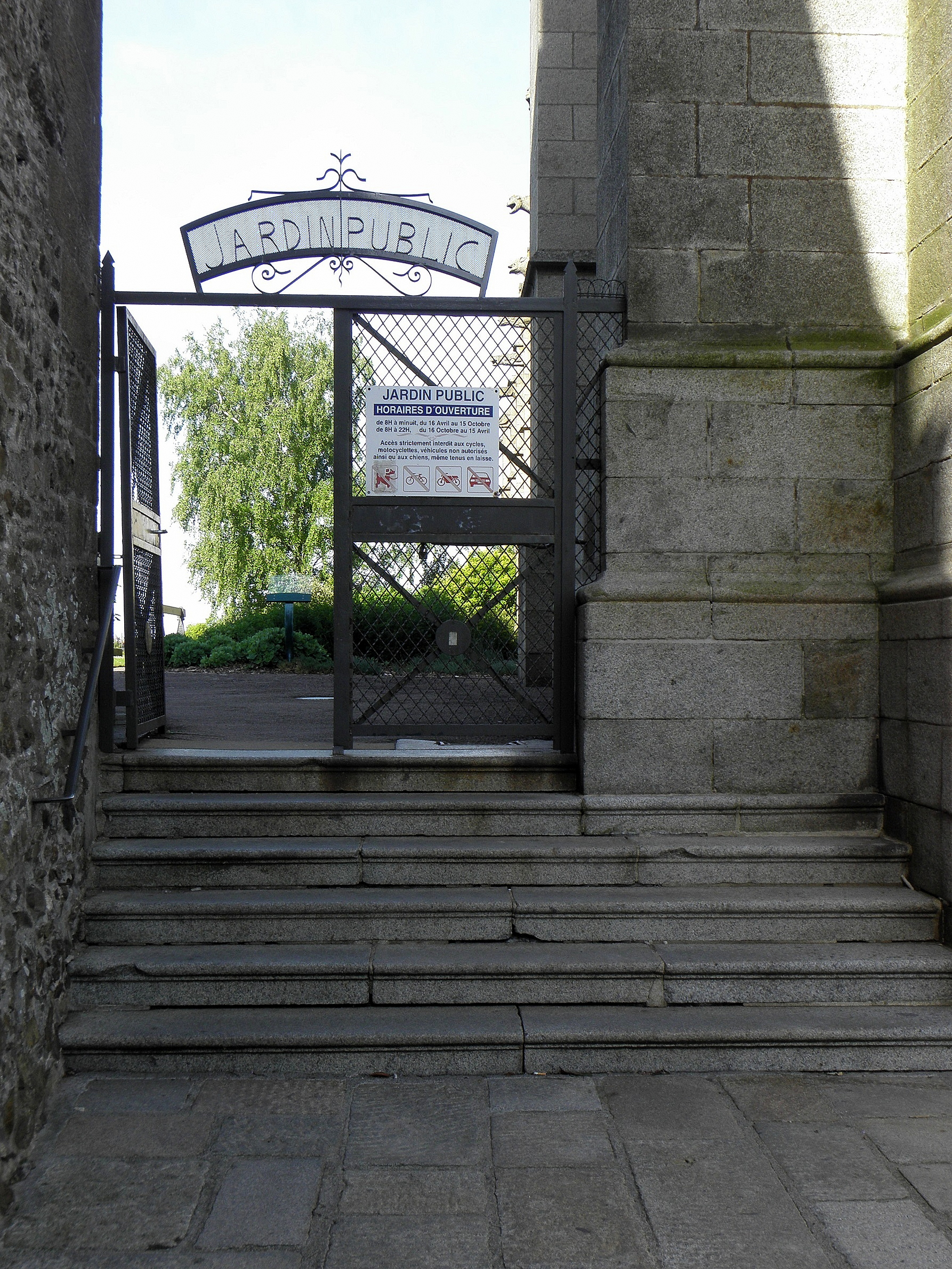
Le portail jouxtant l'église Saint-Léonard.
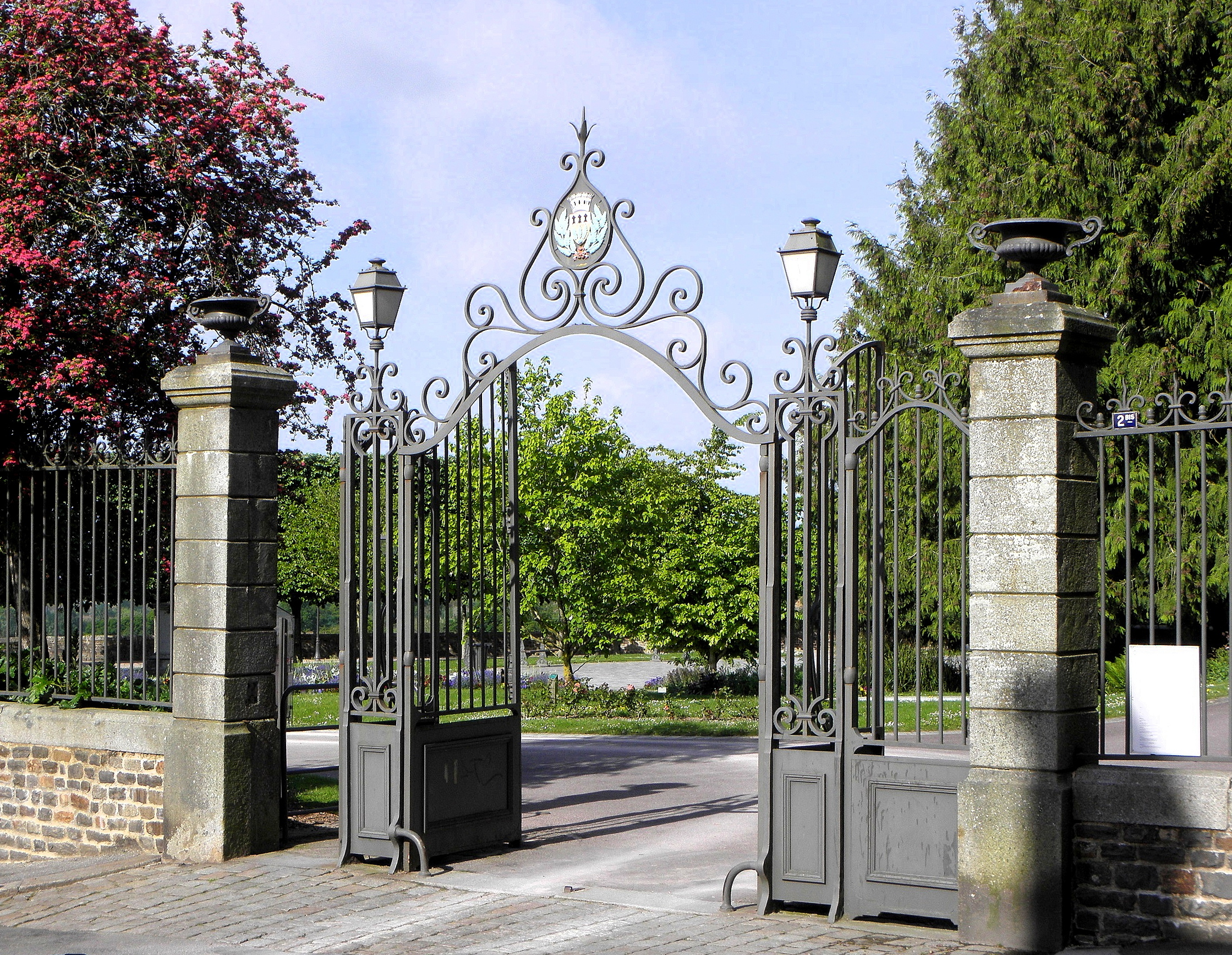
L'entrée principale.
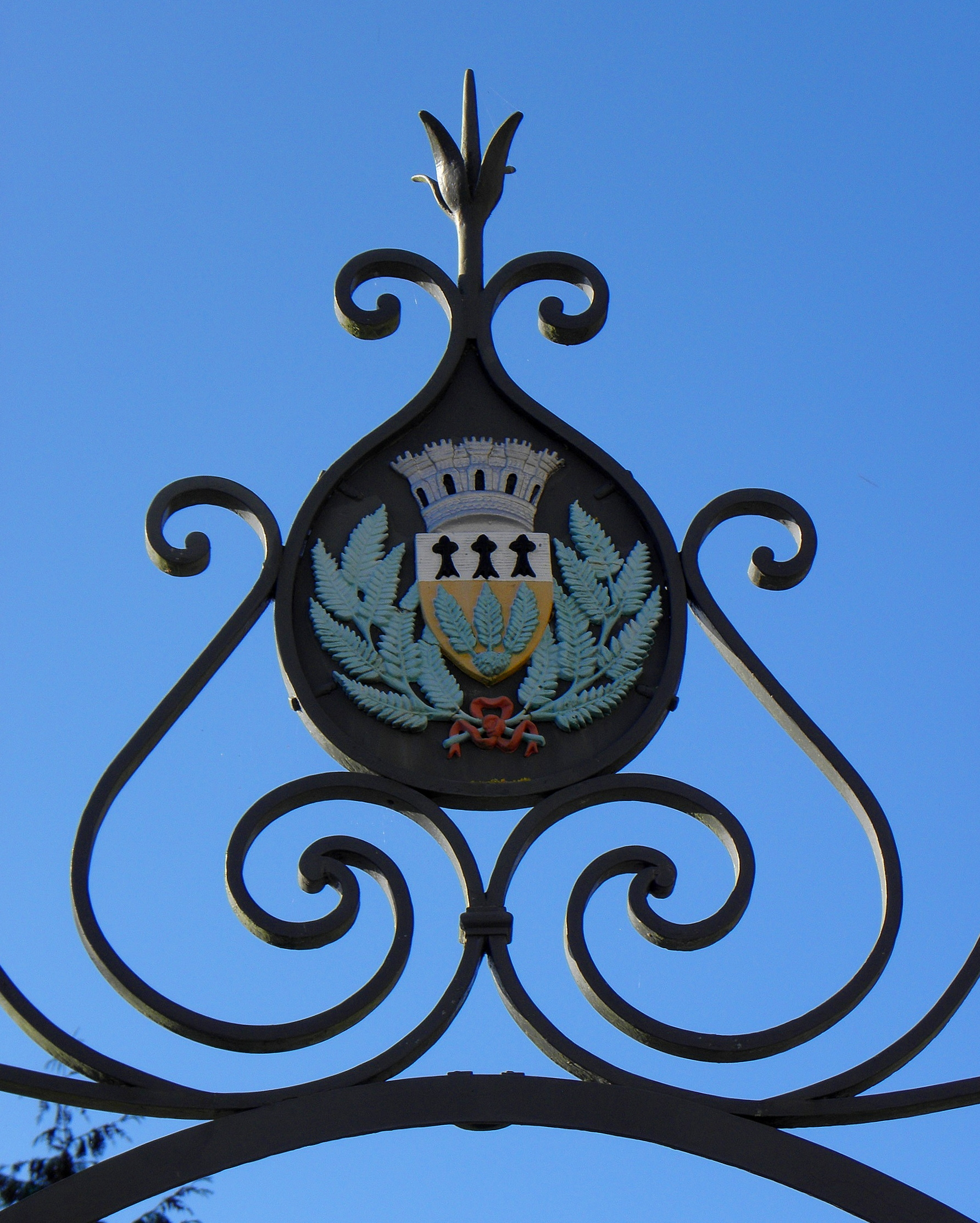
Les armes de Fougères ornant la grande grille d'accès au Jardin public.

## Histoire
Le jardin public de Fougères dans sa configuration actuelle résulte d'accroissements successifs ayant débuté en 1766 et s'étant poursuivis jusqu'à nos jours. Originellement simple promenade plantée, le site a été converti en jardin paysager à l'anglaise dans la seconde moitié du XIXe avant que des parterres de broderie ne lui soient adjoints, aire de jeux pour enfants et jardin botanique de fougères et camélias terminant la diversification des espaces et aménagements proposés aux visiteurs. 
Ainsi, après les fonctions premières de promenade et de belvédère ménageant un panorama remarquable sur le château dévolues au site, les édiles lui confèrent-elles un rôle d'agrément, de lieu de repos, espaces ludiques et scientifiques parachevant l'intérêt et l'attrait susceptibles d'être offerts par l'équipement municipal tant aux fougerais qu'aux visiteurs et touristes de passage. 
L'émergence progressive du site du jardin public à la fin de l'Ancien Régime participe d'un mouvement de modernisation de la trame urbaine de Fougères où se manifestent des préoccupations sécuritaires et sanitaires. Ainsi, les afféagements successifs des murailles à compter de 1737 s'accompagnent-ils de la destruction partielle de l'enceinte médiévale qui ouvre la Ville-Haute sur ses faubourgs du front est, les incendies répétés de 1710, 1734, 1751, 1762 et 1788 permettant par ailleurs la substitution d'un réseau aéré de rues se coupant à angle droit, avec immeubles en pierre de taille, à un parcellaire ancien, tortueux et inflammable. L'arrêt des inhumations dans le cimetière environnant l'église Saint-Léonard en 1777 et son démantèlement consécutif reflètent à un échelon local les conceptions hygiénistes de l'ordonnance royale du 10 mars 1776 préconisant la translation des lieux de sépulture à l'extérieur des villes.
En l'espèce, le nivellement en 1766 de l'éperon défendant la porte Saint-Léonard et la destruction partielle les années suivantes de cette dernière et de son boulevard ménagent l'espace nécessaire à une place d'armes qui prend alors le nom de Place Royale bientôt communément appelée Place aux arbres, l'endroit ayant été planté d'ormes en 1772. L'arasement en 1777 du rempart soutenant l'église Saint-Léonard et le déblaiement des couches superficielles du cimetière en 1782 sont les prémices à la réunion des deux espaces, l'endroit portant dorénavant le nom de Place de Bretagne puis Place de la Liberté en 1794.
La promenade arborée est restaurée en 1820 mais n'est convertie en jardin public par la mairie qu'en 1865, avec le concours de la jeune société d'horticulture de Fougères fondée en 1860 et suivant les plans de Louis Gérard. Le parc s'enrichit par la suite d'un kiosque en 1889 et d'une statue en marbre blanc dénommée l'Âge d'or. Fin 1913, la place aux arbres ainsi qu'une seconde promenade située en contrebas appelée Place Leroux obtiennent le classement, prélude à leur jonction et au réaménagement du parc en 1924 par Jean-Marie Laloy, architecte natif de Fougères.

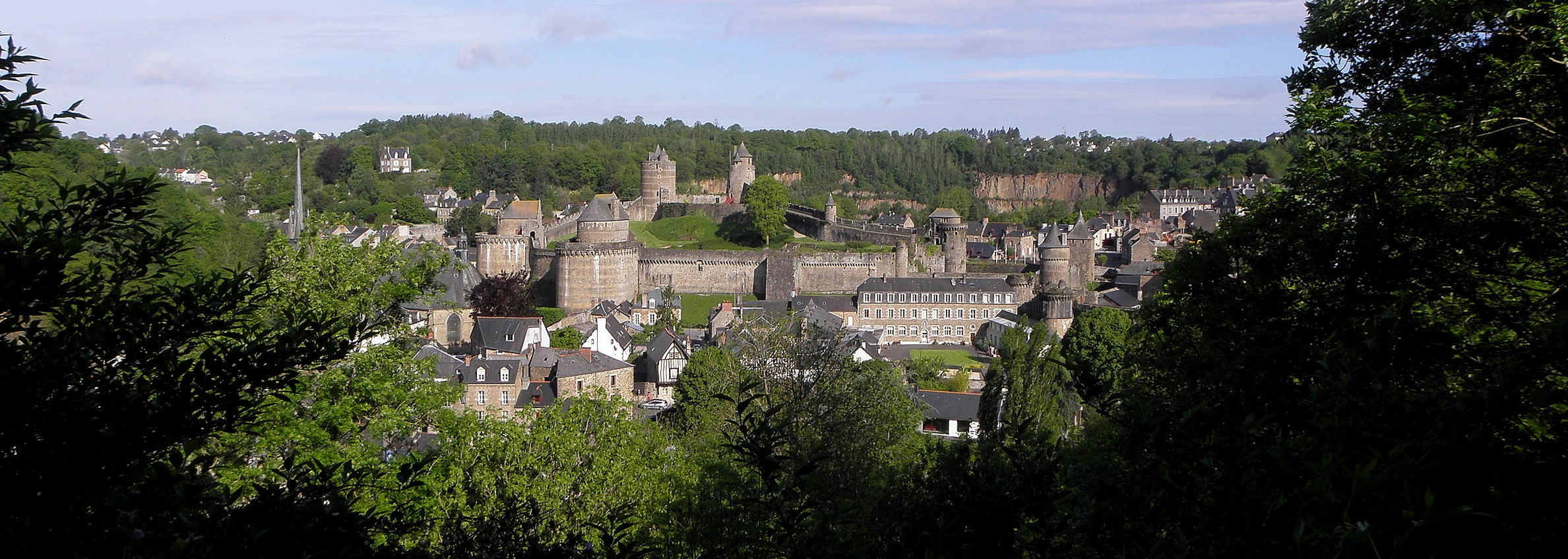
Le château et le quartier Saint-Sulpice vus du jardin public.

## Aménagements

### La Place aux Arbres
L'accès à la Place aux arbres se fait par un portail monumental en granit et fer forgé orné des armes de la ville. L'espace est principalement organisé autour d'un jardin paysager prenant la forme d'un vallon où serpente une rivière artificielle. Cascade, massifs de fleurs, kiosque et allées piétonnes agrémentent cette partie centrale de la promenade. Au nord, une petite butte présente sur son flanc occidental une mosaïculture aux armes de la ville, des chemins en pente douce permettant de rejoindre une placette où trône une croix et d'y admirer la façade sud de l'église Saint-Léonard. Ce petit dénivelé occupe l'espace autrefois dévolu au cimetière paroissial. Les parties méridionale et occidentale de la Place aux Arbres constituent véritablement le belvédère permettant d'embrasser tant la campagne fougeraise que le quartier médiéval groupé autour du château et de l'église Saint-Sulpice. Enfin, un espace de jeux et une fontaine autrefois placée au bas de la rue du Tribunaltrouvent à se loger entre le chevet de Saint-Léonard et la balustrade permettant d’apprécier le panorama à l'origine du classement du site.

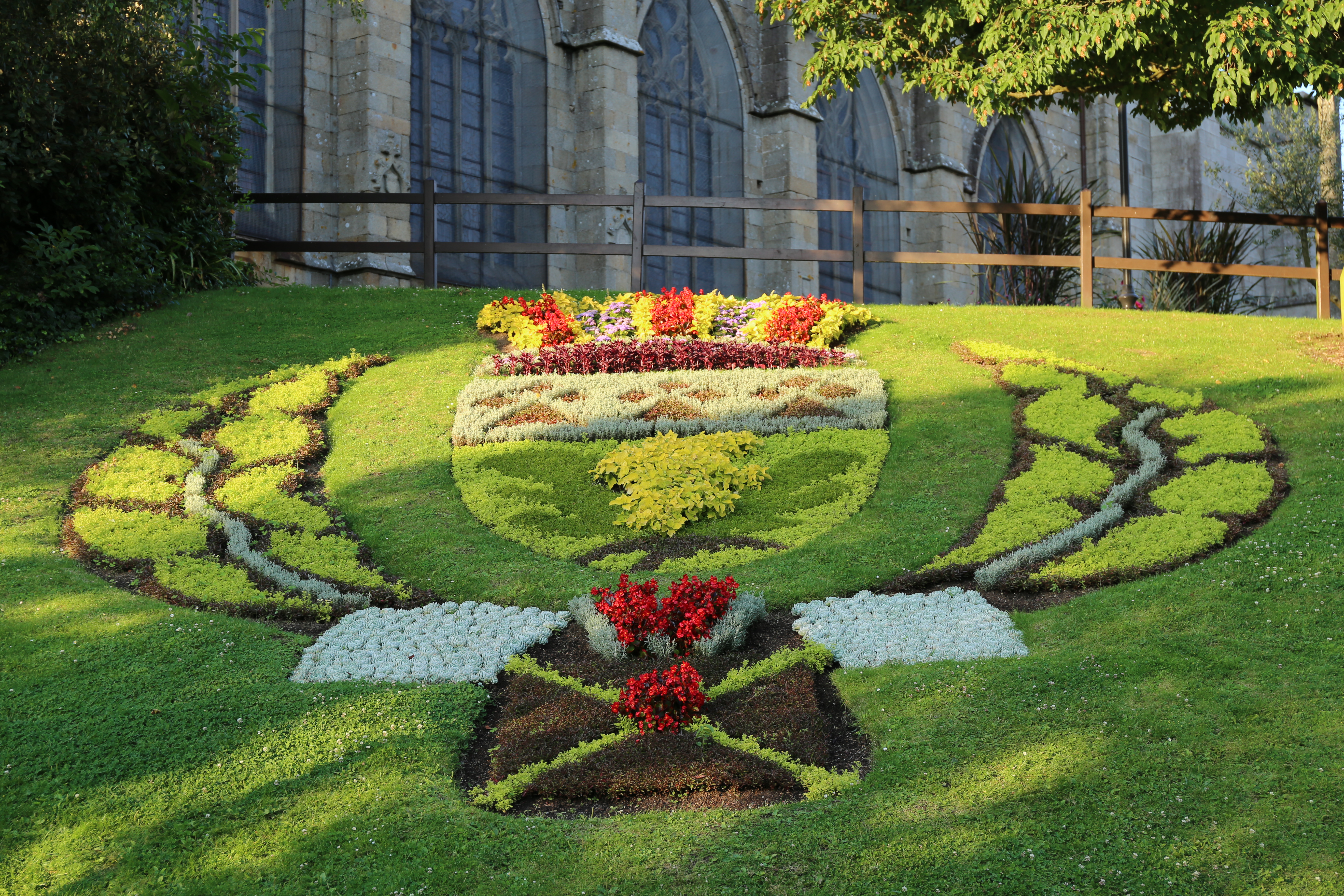
Mosaïculture aux armes de la ville.
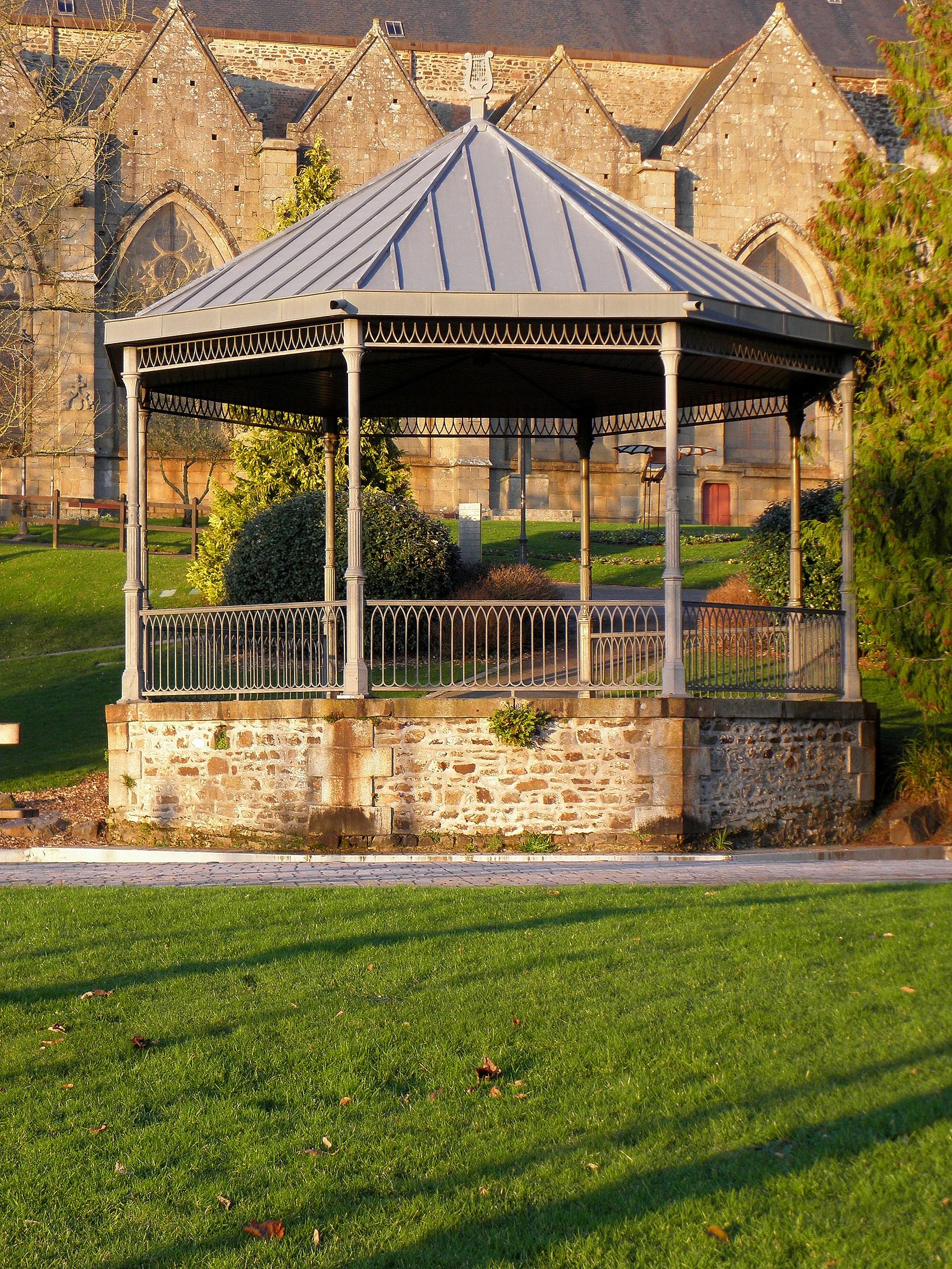
Le kiosque erigé en 1889.
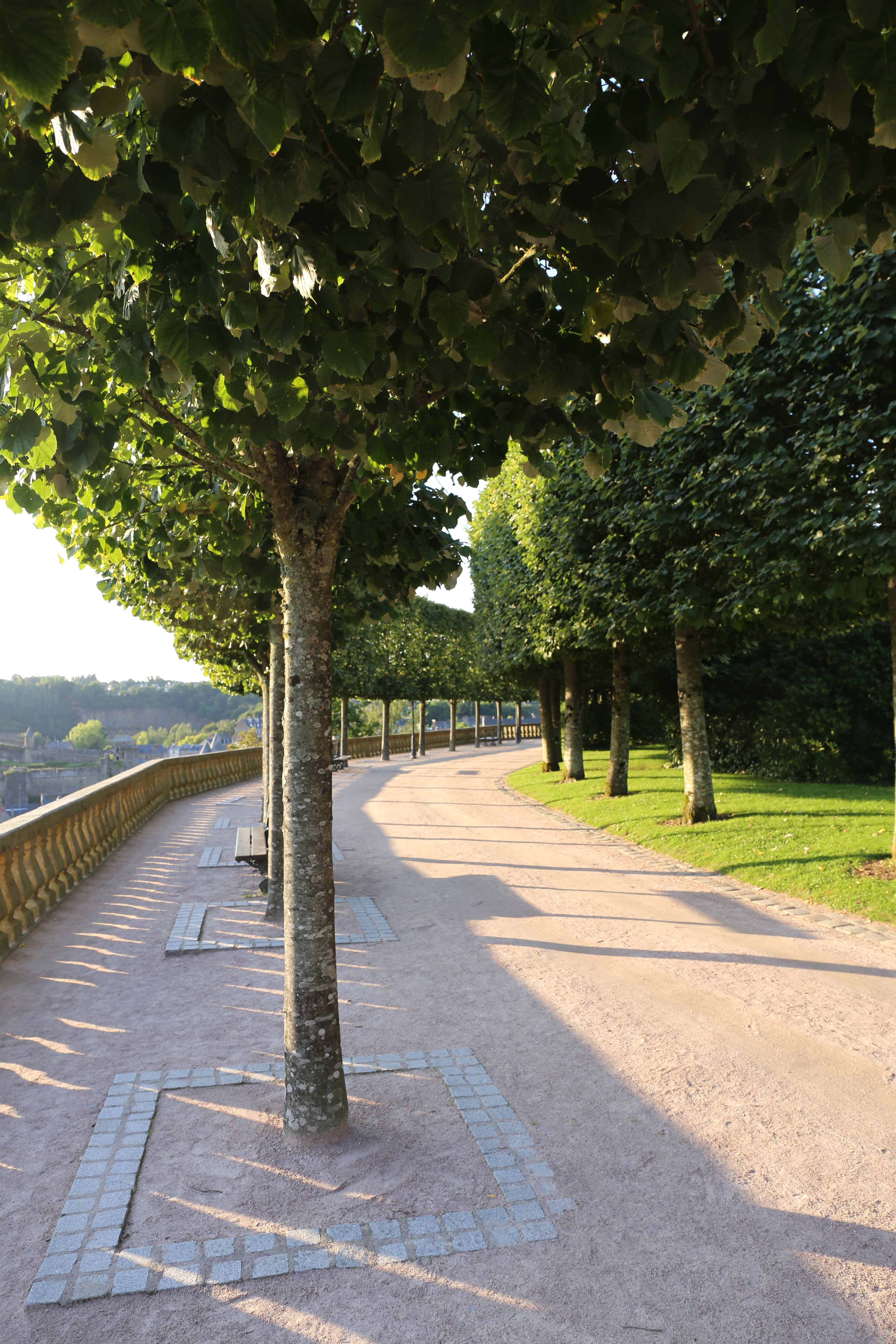
La promenade plantée.
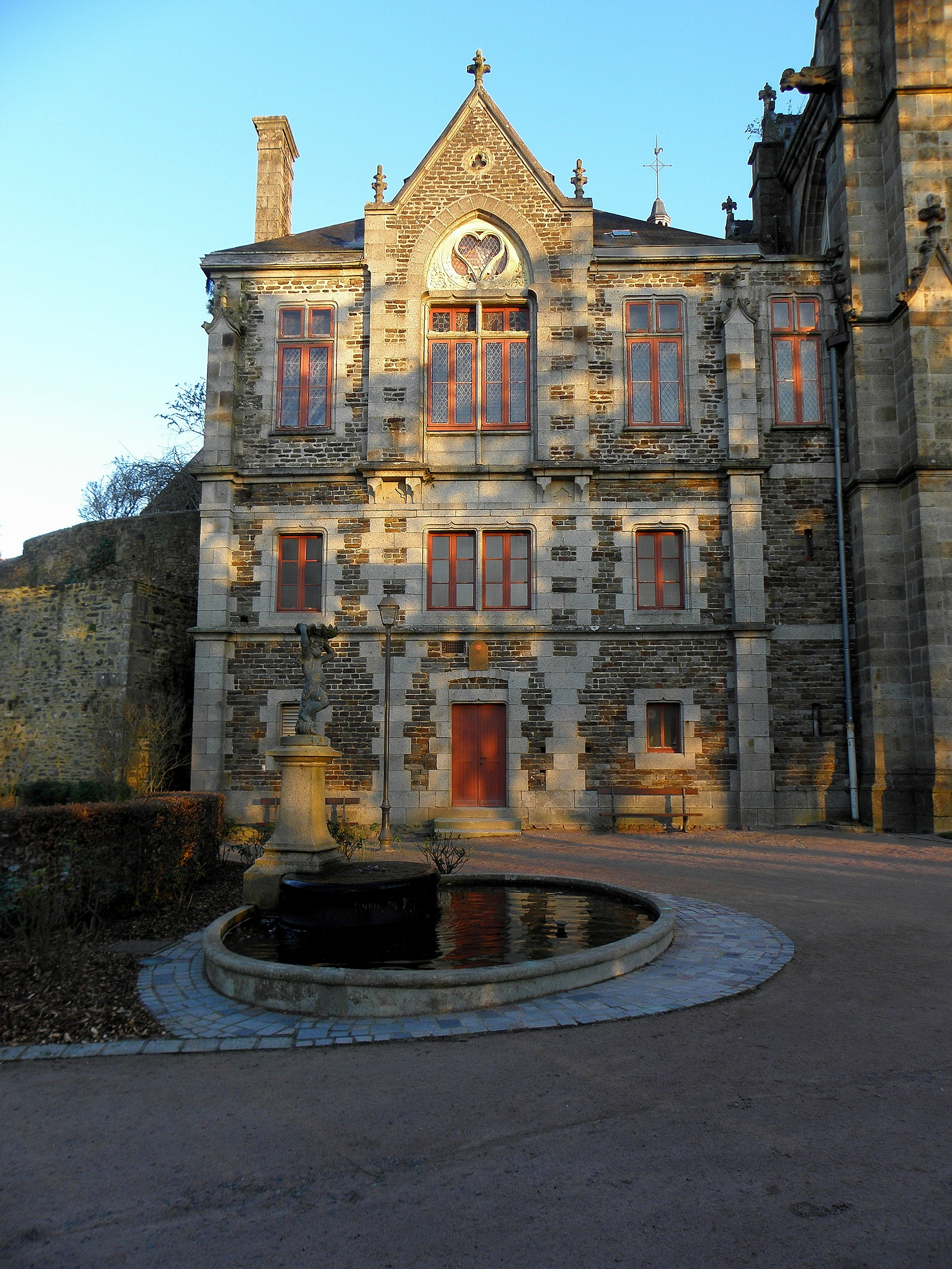
La fontaine au pied de la sacristie de Saint-Léonard et de la tour du Papegaud.
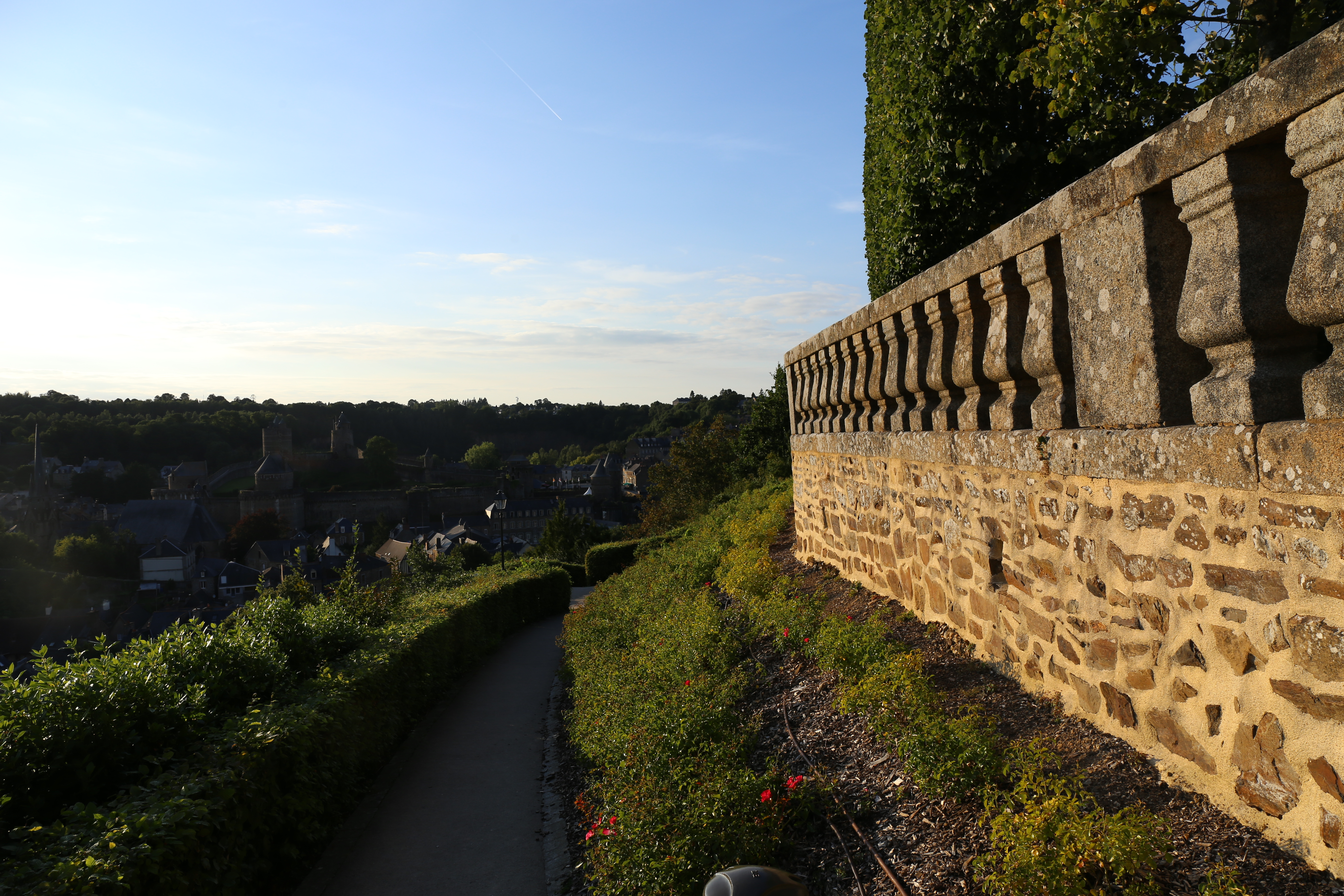
La balustrade de la Place aux Arbres et un sentier descendant vers la Place Leroux.

### La Place Leroux
Cette place de forme triangulaire constitue un second belvédère permettant d'embrasser du regard le quartier médiéval enserrant l'église Saint-Sulpice et le château. Aménagée sous la conduite de l'abbé Leroux dans le cadre d'ateliers de charité, cette promenade plantée autrefois d'ormes puis de tilleuls existe depuis la fin du XVIIIe. Aujourd'hui délimitée par des haies et topiaires de buis, elle tient du jardin à la française de poche avec ses parterres de broderie et son bassin en granit du XVIIe provenant du château de Poilley. Agrémentée de bancs publics, la Place Leroux s'orne d'une mosaïculture en forme de papillon située en contrebas d'un mamelon rejoignant la Place aux Arbres et parcouru par de multiples petits sentiers piétonniers. 

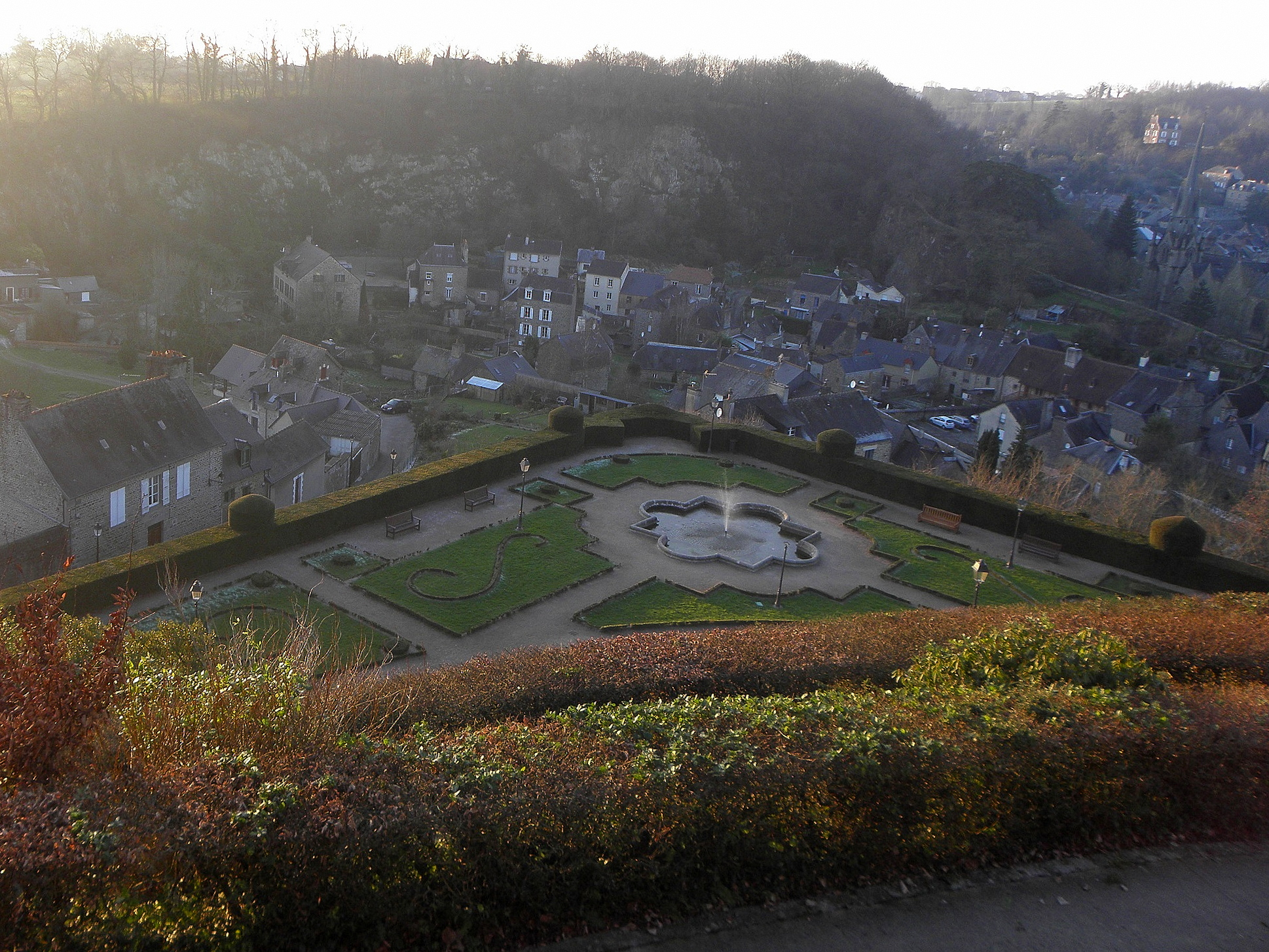
La Place Leroux.
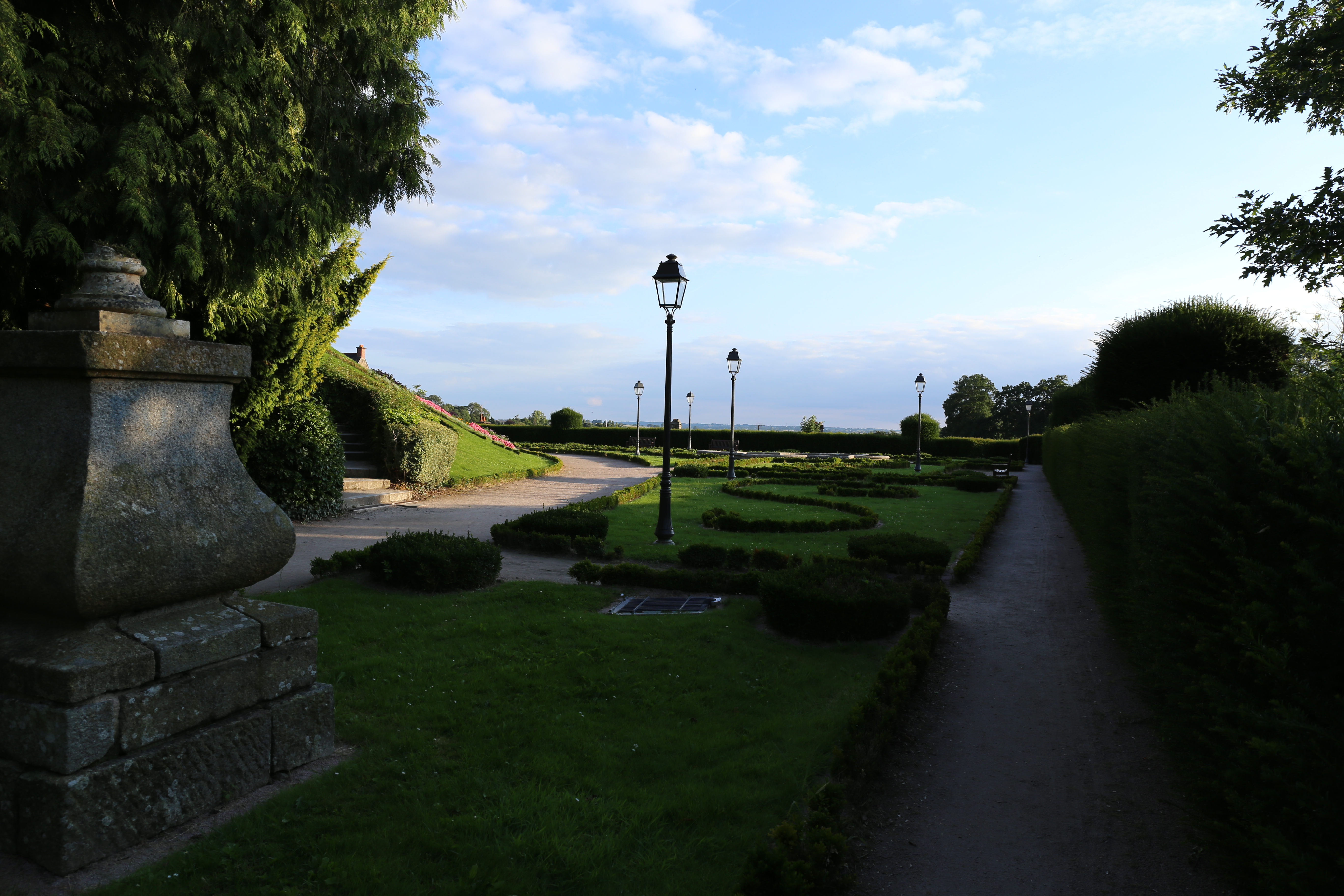
Parterres de broderie.
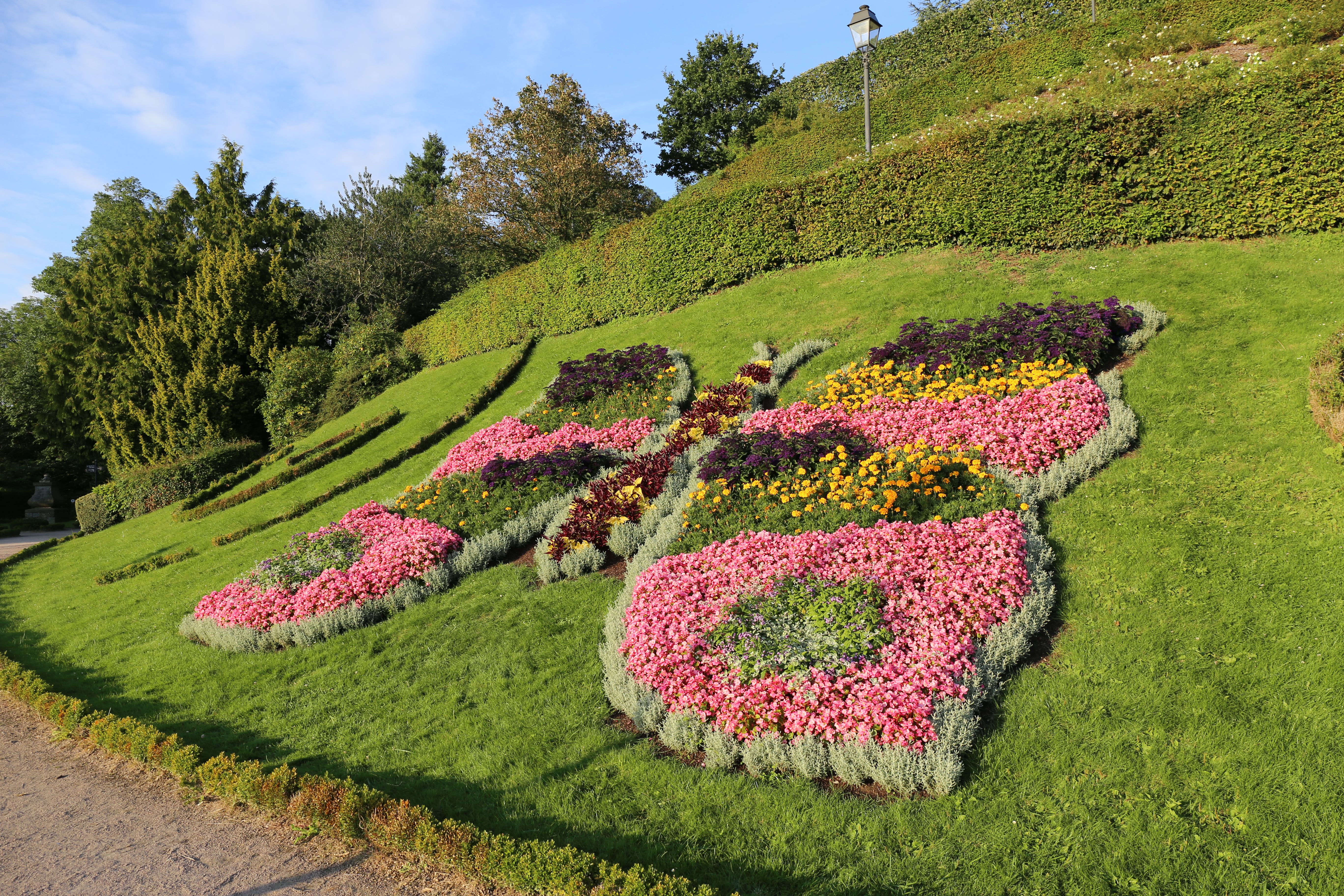
Mosaïculture en forme de papillon.

### Le fougerarium
Longeant le Nançon sur sa rive gauche et grimpant jusqu'à la Place Leroux, cette promenade en sous-bois permet la découverte de plus de cinquante espèces de fougères provenant tant d'Asie, de Russie ou d'Amérique.

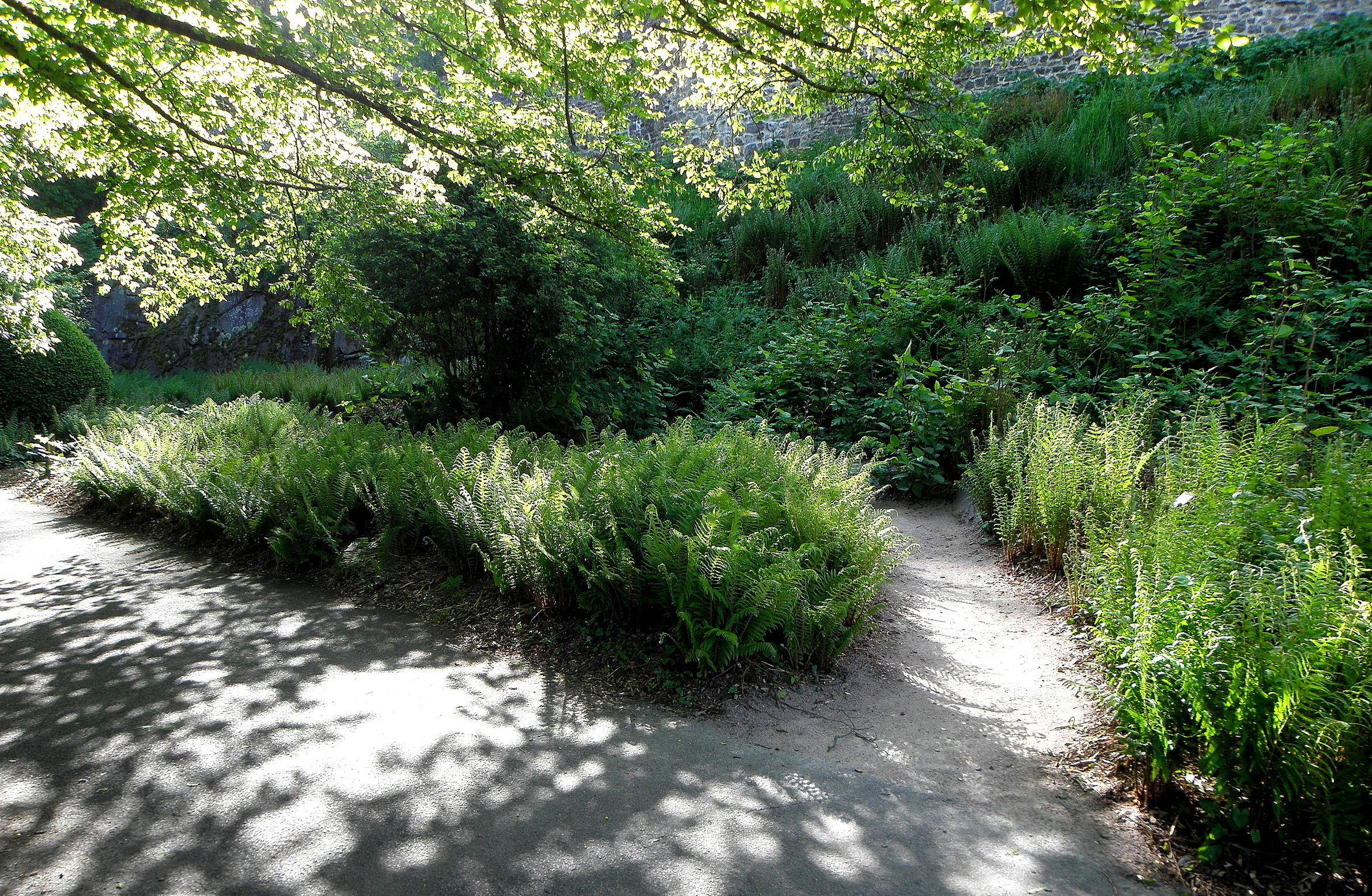
Le fougerarium.
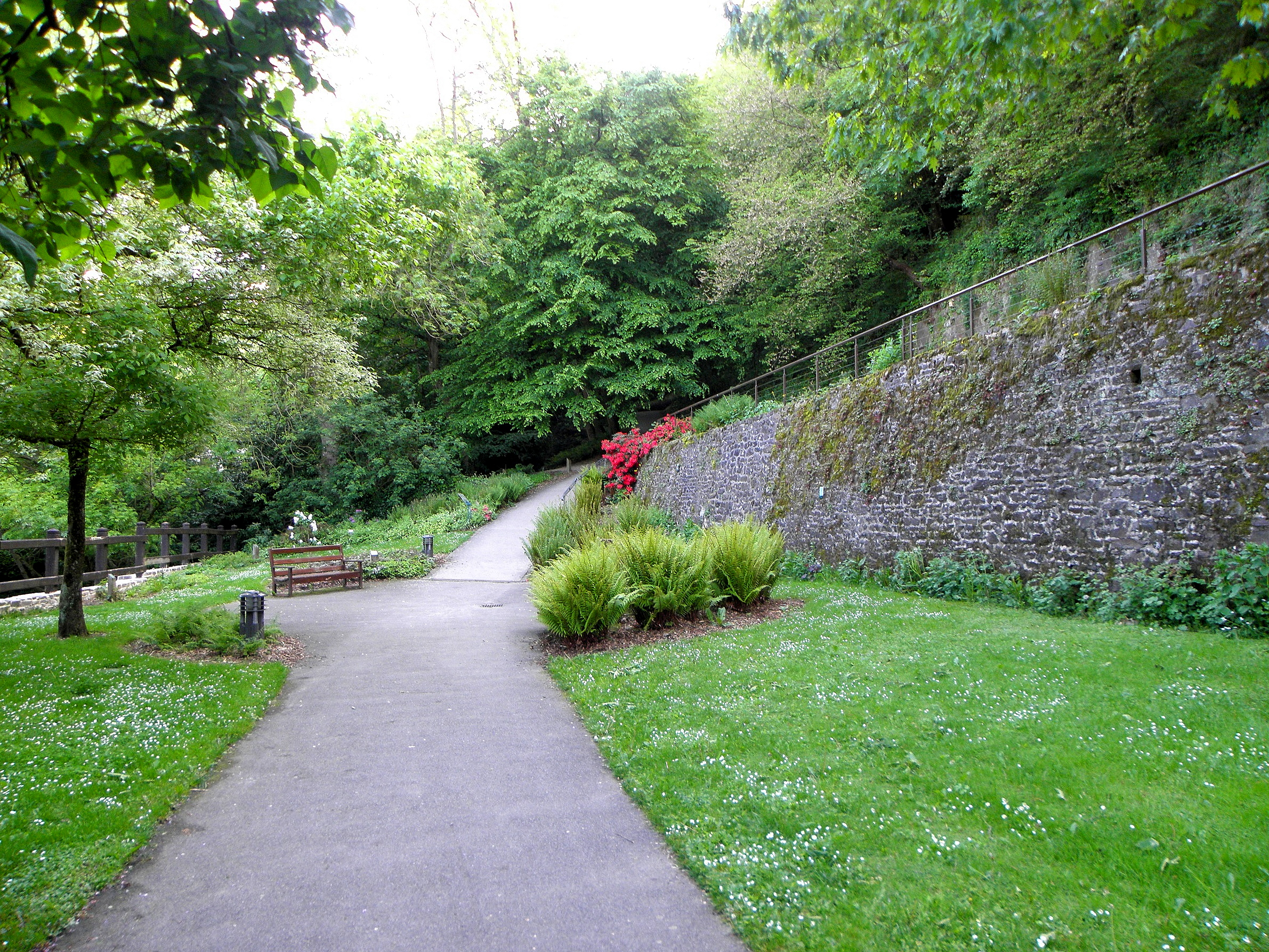
Autre vue du fougerarium.

## Labellisation
Par arrêté du 30 décembre 1913, la Place aux Arbres ainsi que la Place Leroux ont été classées parmi les sites et monuments naturels de caractère artistique. Albert Durand, président du Syndicat d'Initiative de Fougères, est l'instigateur de cette protection qui visait tant à la sauvegarde du site, un temps compromis en 1910 par un projet de la municipalité visant à l'édification d'un gymnase, qu'à la promotion et valorisation d'un panorama amplement décrit par Balzac au dernier chapitre des Chouans.

## Pratique
L'entrée au parc est gratuite. Il est ouvert tous les jours de 8h00 à 22h00 (8h00 à 24h00 en saison).